# Lucas Pimenta
Lucas Pimenta Peres Lopes, noto semplicemente come Lucas Pimenta (Niterói, 17 luglio 2000), è un calciatore brasiliano naturalizzato emiratino, difensore dell'Al-Wahda e della Nazionale maschile di calcio degli Emirati Arabi Uniti..

## Caratteristiche tecniche
Risulta essere il quarto giocatore più veloce in attività, avendo raggiunto i 36,1 km/h di punta massima.

## Carriera
Cresciuto nel settore giovanile del Botafogo, il 24 dicembre 2019 viene ceduto al club emiratino dell'Al-Wahda. Il 17 novembre 2020 prolunga fino al 2024 con la squadra di Abu Dhabi.
Nel 2023 ha acquisito la cittadinanza degli Emirati Arabi Uniti.

## Statistiche

### Presenze e reti nei club
Statistiche aggiornate al 19 giugno 2025.
| Stagione        | Squadra         | Campionato      | Campionato | Campionato | Coppe nazionali | Coppe nazionali | Coppe nazionali | Coppe continentali | Coppe continentali | Coppe continentali | Altre coppe | Altre coppe | Altre coppe | Totale | Totale |
| Stagione        | Squadra         | Comp            | Pres       | Reti       | Comp            | Pres            | Reti            | Comp               | Pres               | Reti               | Comp        | Pres        | Reti        | Pres   | Reti   |
| --------------- | --------------- | --------------- | ---------- | ---------- | --------------- | --------------- | --------------- | ------------------ | ------------------ | ------------------ | ----------- | ----------- | ----------- | ------ | ------ |
| gen.-giu. 2020  | Al-Wahda        | PL              | 5          | 1          | PC+AGC          | -               | -               | ACL                | 2                  | 0                  | -           | -           | -           | 7      | 1      |
| 2020-2021       | Al-Wahda        | PL              | 21         | 1          | PC+AGC          | 1+1             | 0+0             | ACL                | 7                  | 0                  | -           | -           | -           | 30     | 1      |
| 2021-2022       | Al-Wahda        | PL              | 13         | 0          | PC+AGC          | 4+1             | 0+1             | -                  | -                  | -                  | -           | -           | -           | 18     | 1      |
| 2022-2023       | Al-Wahda        | PL              | 25         | 2          | PC+AGC          | 1+3             | 0+0             | -                  | -                  | -                  | ACC         | 7           | 0           | 36     | 2      |
| 2023-2024       | Al-Wahda        | PL              | 24         | 2          | PC+AGC          | 1+7             | 0+3             | -                  | -                  | -                  | -           | -           | -           | 32     | 5      |
| 2024-2025       | Al-Wahda        | PL              | 23         | 3          | PC+AGC          | 1+0             | 0+0             | -                  | -                  | -                  | QESC        | 1           | 0           | 25     | 3      |
| Totale carriera | Totale carriera | Totale carriera | 111        | 9          |                 | 21              | 4               |                    | 9                  | 0                  |             | 8           | 0           | 149    | 13     |

## Palmarès

### Club
- UAE Arabian Gulf Cup: 1

Al-Wahda: 2023-2024
- Qatar-UAE Challenge Cup: 1

Al-Wahda: 2024-2025